# Abd ar-Razzak an-Najif
Abd ar-Razzak an-Najif, arab. ‏عبد الرزاق النايف‎ (ur. 1934, zm. 10 czerwca 1978 w Londynie) – iracki wojskowy, w dniach 18-30 lipca 1968 roku premier Iraku.

## Życiorys
W okresie sprawowania urzędu prezydenta Iraku przez Abd as-Salama Arifa, a następnie Abd ar-Rahmana Arifa an-Najif kierował irackim wywiadem wojskowym. Wspólnie z Sajjidem Slaibim i Ibrahimem Abd ar-Rahmanem ad-Dawudem stłumił we wrześniu 1965 próbę zamachu stanu, którą podjął Arif Abd ar-Razzak i inni naseryści. W lipcu 1968 nawiązał kontakty z czołowym działaczem irackiej partii Baas Ahmadem Hasanem al-Bakrem, który przekonał go, by wziął udział w planowanym zamachu stanu przeciwko prezydentowi Arifowi. Nigdy nie zostało wyjaśnione, czy jako pierwsza z wpływowym oficerem skontaktowała się partia Baas, czy też on sam zaczął poszukiwać sojuszników do przeprowadzenia puczu przeciwko rządowi Tahira Jahji.
17 lipca 1968 an-Najif wziął udział w przeprowadzonym przez partię Baas zamachu stanu. Podczas puczu zajął ministerstwo obrony. Dzień po przewrocie objął stanowisko premiera Iraku. W gabinecie, utworzonym wspólnie przez wojskowych i polityków partii Baas, znalazło się sześciu popierających go ministrów. An-Najif wszedł również do Rady Rewolucyjnych Dowódców. Wojskowi, zwykle dotąd bezpartyjni (an-Najif przed 1968 nie miał kontaktów z żadną organizacją), zostali szybko uznani przez baasistów za rywali. Kilkanaście dni po przewrocie, 30 lipca 1968, an-Najif został aresztowany przez grupę sympatyzujących z partią Baas wojskowych, którymi kierował Saddam Husajn (on też osobiście nalegał na usunięcie z rządu wojskowych nienależących do partii), podczas śniadania w pałacu prezydenckim, które jadł w towarzystwie al-Bakra. Jego i ad-Dauda zmuszono do opuszczenia Iraku. Wyeliminowanie go z elity władzy partia Baas oficjalnie uzasadniała jego antysocjalistycznymi poglądami. Wyjechał do Londynu. W 1973 przeżył nieudany zamach na swoje życie. Pięć lat później partia Baas zorganizowała na niego kolejny zamach, w którym an-Najif zginął.